# Herfstvierkant

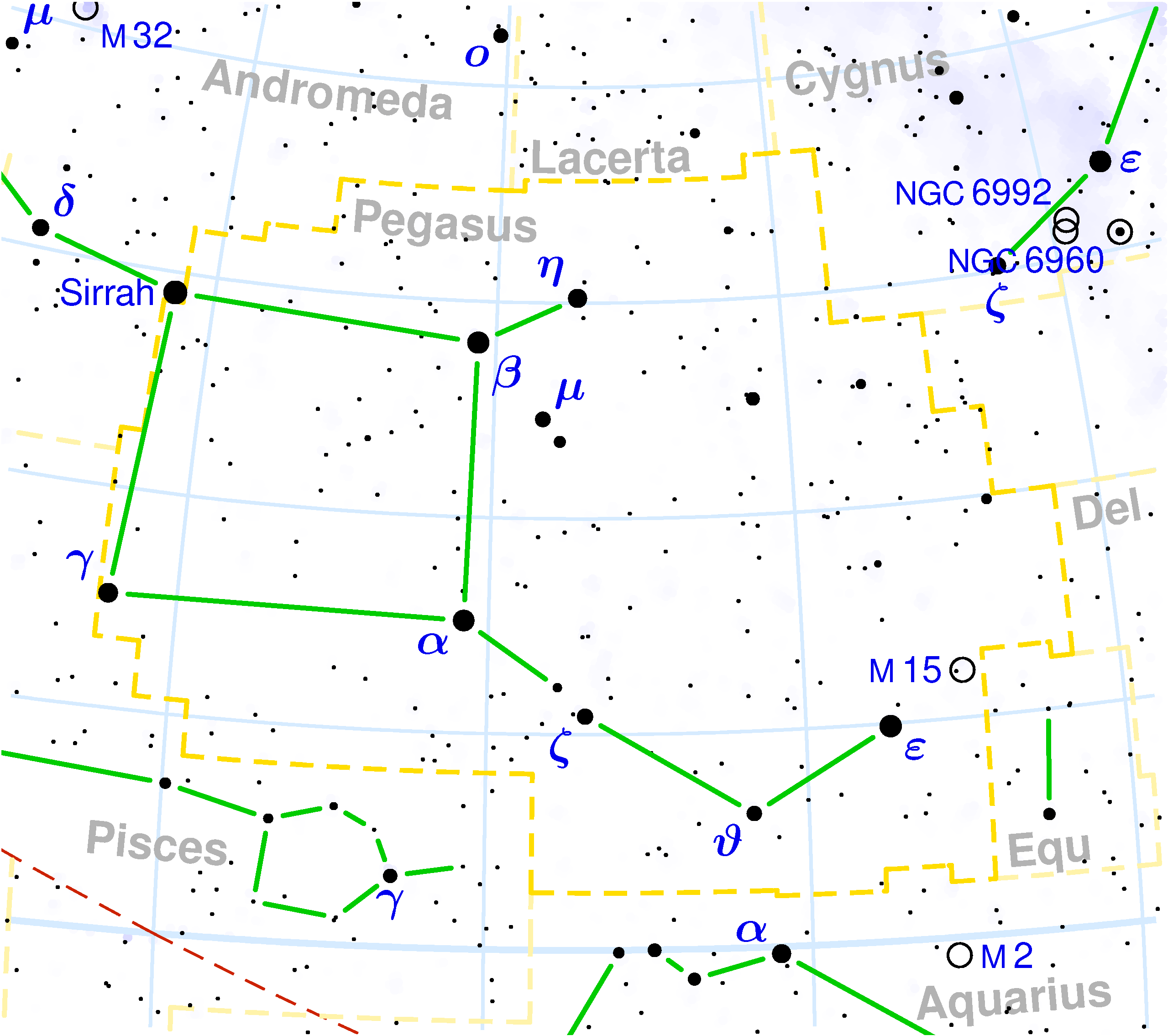
het herfstvierkant (links)

Het herfstvierkant of vierkant van Pegasus is een figuur aan de sterrenhemel (een zogenaamd asterisme) die vooral op het noordelijk halfrond in de herfst 's avonds goed zichtbaar is. Het vierkant wordt gevormd door drie heldere sterren van het sterrenbeeld Pegasus en één ster uit Andromeda. De vier sterren zijn 
- alpha Andromedae (Alpheratz of Sirrah)
- gamma Pegasi (Algenib)
- alpha Pegasi (Markab)
- beta Pegasi (Scheat)

Al deze sterren zijn van de tweede magnitude, zodat het vierkant minder markant zichtbaar is dan de zomerdriehoek, lentedriehoek en de winterzeshoek. Het is ook kleiner dan de asterismen van de andere jaargetijden.
De twee grotere sterrenbeelden waartoe de vier sterren van het herfstvierkant behoren, Andromeda en Pegasus, lijken samen te vloeien tot een enkel sterrenbeeld, met het vierkant in het midden. De ster alpha Andromeda werd vroeger ook wel tot Pegasus gerekend. Het vierkant is makkelijker te herkennen dan de beide sterrenbeelden.
Vergeleken met de noordelijke winterhemel of zomerhemel zijn er in de noordelijke herfsthemel minder heldere sterren te vinden. Dit komt doordat dit deel van de hemel ver van de Melkweg af ligt.